# 1907年逝世人物列表
1907年逝世人物列表：1月 - 2月 - 3月 - 4月 - 5月 - 6月 - 7月 - 8月 - 9月 - 10月 - 11月 - 12月
下面是1907年逝世的知名人士列表。

## 1月

### 3日
- 穆扎法爾丁沙阿，伊朗國王

### 13日
- 雅各·赫特，愛沙尼亞民俗學家、神學家和語言學家

### 14日
- 赫爾曼·伊塞克，德國醫生

### 19日
- 朱塞佩·萨拉科，義大利第15任總理

### 21日
- 格拉齊亞迪奧·伊薩亞·阿斯科利，義大利語言學家

### 31日
- 蒂莫西·伊頓，加拿大百貨公司創始人

## 2月

### 2日
- 德米特里·门捷列夫，俄羅斯化學家

### 7日
- 普雷斯頓·萊斯利，肯塔基州第26任州長和蒙大拿州第9任地區州長

### 12日
- 穆里爾·羅伯，英國網球運動員

### 13日
- 馬塞爾·亞歷山大·伯特蘭，法國地質學家

### 16日
- 焦苏埃·卡尔杜奇，義大利作家，諾貝爾獎獲得者[1]
- 克蕾曼汀·德·奧爾良，法國國王路易-菲利普一世的女兒

### 17日
- 亨利·斯太尔·奥尔科特，美國軍官、神智學家

### 20日
- 亨利·莫三，法國化學家，諾貝爾獎獲得者

### 21日
- 埃裡克·古斯塔夫·博斯特倫，瑞典第7任首相

### 26日
- 查理斯·阿爾科克，英國足球運動員、記者和足球推廣人

## 3月

### 3日
- Oronhyatekha，加拿大莫霍克醫生、國際福利協會首席執行官、本土政治家、學者、權利活動家和國際射手

### 7日
- 夏洛塔·拉阿-溫特耶姆，瑞典女演員

### 9日
- 弗雷德里克·喬治·斯蒂芬斯，英國藝術評論家

### 10日
- 第二代彭林男爵喬治·道格拉斯-彭南特，威爾士實業家

### 11日
- 让·卡西米尔-佩里埃，法國第六任總統
- 迪米特尔·佩特科夫，保加利亞第14任總理（遇刺）

### 18日
- 班傑明·富蘭克林·蒂利，美國海軍職業軍官
- 马塞兰·贝特洛，法國化學家

### 19日
- 湯瑪斯·貝利·奧爾德里奇，美國詩人和小說家[2]
- 馬里亞諾·巴普蒂斯塔，玻利維亞第23任總統

### 23日
- 康斯坦丁·波别多诺采夫，俄羅斯政治家

### 25日
- 恩斯特·馮·伯格曼，波羅的海德國外科醫生

## 4月

### 6日
- 威廉·亨利·德拉蒙德，愛爾蘭裔加拿大詩人

### 14日
- 弗蘭克·曼利·索恩，美國律師、政治家、政府官員、散文家、記者、幽默家、發明家和美國海岸和大地測量局第6任總監

### 23日
- 阿爾弗德·派克，美國食人族

## 5月

### 1日
- 梅麗莎·伊莉莎白·里德爾·班塔，美國詩人

### 4日
- 約翰·瓦茨·德·佩斯特，美國作家、慈善家和士兵

### 6日
- 埃馬努埃萊·路易吉·加利齊亞，馬爾他建築師、土木工程師

### 12日
- 若利斯·卡尔·于斯曼，法國作家

### 19日
- 本傑明·貝克，英國土木工程師

### 26日
- 艾达·萨克斯顿·麦金利，美國第一夫人

### 27日
- 凱沃爾克·查武什，亞美尼亞民族英雄

## 6月

### 4日
- 阿加特·貝克-葛籣達爾，挪威鋼琴家和作曲家

### 6日
- J.A.查特溫，英國建築師

### 14日
- 巴托洛梅·馬索，古巴愛國者
- 威廉·勒巴隆·詹尼，美國建築師、工程師

### 23日
- 霍德·斯圖爾特，加拿大職業冰球運動員，在跳水事故中喪生

### 25日
- 約翰·霍爾，紐西蘭第12任總理

### 29日
- 馬克西米利安·塞爾查，波蘭畫家和畫家

## 7月

### 6日
- 恩銘，清朝安徽巡撫，被刺死
- 徐錫麟，中國晚清革命烈士，被處決

### 13日
- 海因里希·克羅伊茨，德國天文學家

### 14日
- 威廉·珀金，英國化學家

### 15日
- 秋瑾，中国清末革命家，被处死

### 28日
- 米爾德里德·阿曼達·貝克·伯納姆，美國旅行作家

## 8月

### 日期不詳
- 丁琪內什·梅爾查，衣索比亞皇后

### 1日
- 露西·梅布爾·霍爾-布朗，美國醫生和作家
- 埃內斯托·辛策·里貝羅，3次葡萄牙總理

### 3日
- 奧古斯都·聖高登斯，愛爾蘭裔美國美術雕塑家

### 4日
- 吉爾福德勳爵理查·米德，英國海軍上將

### 13日
- 赫爾曼·卡爾·福格爾，德國天體物理學家

### 15日
- 约瑟夫·约阿希姆，奧地利小提琴家

### 25日
- 瑪麗·伊莉莎白·柯勒律治，英國詩人、小說家
- 亞歷山大·弗蘭克，法國海軍上將

### 30日
- 理查·曼斯菲爾德，英美演員

## 9月

### 4日
- 爱德华·格里格，挪威作曲家

### 6日
- 薩利·普魯德鴻，法國作家，諾貝爾獎獲得者

### 9日
- 歐內斯特·羅蘭·威爾伯福斯，英國主教

### 12日
- 伊利亚·恰夫恰瓦泽，喬治亞作家、東正教牧師和聖人

### 19日
- 雅各·莫倫加，納米比亞叛軍領袖

### 22日
- 威爾伯·奧林·阿特沃特，美國化學家

### 28日
- 腓特烈一世，巴登大公

### 30日
- 約翰·阿爾達，英國陸軍上將

## 10月

### 10日
- 阿道夫·富特文格勒，德國考古學家、歷史學家

### 30日
- 卡羅琳·達娜·豪，美國作家

## 11月

### 1日
- 阿爾弗雷德·賈里，法國作家

### 6日
- 詹姆斯·赫克托，蘇格蘭地質學家[3]

### 14日
- 安德魯·英格利斯·克拉克，澳大利亞法學家和政治家

### 15日
- 拉斐爾·卡利諾夫斯基，波蘭加爾默羅修道士和聖人

### 16日
- 帕爾馬公爵羅伯特一世，最後一位在位的帕爾馬公爵

### 17日
- 弗朗西斯·麥克林托克，愛爾蘭探險家和英國皇家海軍上將

### 20日
- 保拉·莫德索恩-贝克尔，德國畫家

### 22日
- 阿萨夫·霍尔，美國天文學家

### 23日
- 奈穆丁，孟加拉作家和伊斯蘭學者

### 25日
- 路德維格·米利烏斯-埃裡克森，丹麥探險家

### 28日
- 斯坦尼斯拉夫·维斯皮安斯基，波蘭作家、畫家和建築師

### 30日
- 路德維希·利維，德國建築師

## 12月

### 4日
- 路易斯·萨恩斯·培尼亚，阿根廷第12任總統

### 8日
- 奧斯卡二世，瑞典國王

### 15日
- 瓦薩的卡羅拉，薩克森王后

### 17日
- 开尔文，愛爾蘭出生的物理學家和工程師

### 20日
- 海倫·路易莎·博斯特威克·伯德，美國作家

### 21日
- 克拉拉·希特勒，阿道夫·希特勒的奧地利母親

### 23日
- 皮埃尔·让森，法國天文學家

### 28日
- 凱特·斯通，美國日記作家

### 31日
- 儒勒·德特羅茲，比利時第18任首相

## 日期不詳
- 艾倫·羅素·愛默生，美國民族學家
- 莎拉·吉布森·漢弗萊斯，美國作家和女權主義者
- 約瑟夫·斯坦納，Stannah Lifts 的創始人